# Marc Ferragut Fluxà
Marc Ferragut Fluxà (Inca, 1901 - Palma, 1981) fou un empresari i polític mallorquí, creador de l'Auditòrium de Palma. Fill d'una família d'industrials sabaters, es dedicà inicialment a seguir la tradició familiar. Militant d'Izquierda Republicana, durant la Segona República Espanyola va ser regidor de Cultura de l'Ajuntament d'Inca i passà part de la guerra civil espanyola a la zona republicana, fins que aconseguí tornar a Mallorca, on es dedicà a negocis d'importació.
Gran aficionat a la música, els viatges professionals li permeteren conèixer les millors sales de concerts del món. El 1952, després de visitar el Royal Festival Hall de Londres, tengué la idea de crear a Palma una sala similar. Oferí el seu pla a les institucions públiques i a diverses entitats privades, però no n'obtingué cap suport econòmic i decidí iniciar la construcció de l'Auditòrium tot sol. Les obres començaren el 1967, després de vèncer dificultats de tota classe, i l'edifici, que suposà una gran innovació estètica, s'inaugurà el 1969, amb un concert de l'Orquestra Filharmònica de Berlín dirigit per Herbert von Karajan, que comptà amb l'assistència dels aleshores prínceps d'Espanya.
De llavors ençà, a l'Auditòrium hi han actuat nombroses orquestres, companyies d'òpera, de ballet i de teatre, grups folklòrics d'arreu del món, pianistes, etc. També ha estat seu de convencions i congressos de tota casta. Actualment, és dirigit per Rafel Ferragut, fill del fundador. El 2005 va rebre a títol pòstum el Premi Ramon Llull.